# Brachychiton collinus
Brachychiton collinus är en malvaväxtart som beskrevs av G.P. Guymer. Brachychiton collinus ingår i släktet Brachychiton och familjen malvaväxter. Inga underarter finns listade i Catalogue of Life.